# Echo (架構)
Echo是NextApp公司開發的一个Web应用框架，用於建構基於Web Ajax的應用程式，其介面經過更新DOM实现。

## 外部連結
- Echo Framework Home Page（页面存档备份，存于）